# Album pour enfants, petits et grands
Album pour enfants petits et grands, recueil de pièces de piano à deux ou quatre mains is een verzameling werkjes van allerlei componisten en musici verbonden aan de Schola Cantorum de Paris. De meeste van die muziekschrijvers zijn allang weer vergeten, maar er zitten ook werkjes tussen van bekendere componisten:
- Isaac Albéniz: Yvonne a visite!
- Maurice Alquier: Deux petites pièces a qautre mains
- Charles Bordes: Divertissement sur un thême béarnais
- Gustave Bret: Berceuse
- Pierre de Bréville: Procession, impromptu et choral
- René de Castéra: Le petit chat est mort
- Pierre Coindreau: L’enfant rêve
- Albert Dupuis: Deux petites pièces
- Henri Estienne: La croix de pierre sur le vieux chemin
- Jane Gay: Le petit Poucet
- Albert Groz: Berceuse
- Vincent d'Indy: Petite chanson grégorienne
- Marcel Labey: Petite ronde sur un chanson
- Charles Pineau: Pour une enfant
- Albert Roussel : Conte à la poupée op blz 71; opgedragen aan Anne Marie Delcroix Daudet
- Léon Saint-Réquier: Dimanche
- Gustave Samazeuilh: Chanson à ma poupée
- Blanche Selva: Cloches dans la lune; cloches au soleil
- Auguste Sérieyx: Les petites créoles
- Déodat de Séverac: Le soldat de plomb
- Fernand de La Tombelle: Prélude pour un conté de fée
- Georges Martin Witkowsky: Page d’album

Het boekwerk beslaat 131 bladzijden. De titel is een verwijzing naar een boek van Robert Schumann met gelijke strekking: Zwölf vierhändige Clavierstücke für kleine und grosse Kinder opus 85 uit 1849.